# Agassiziella dianalis
Agassiziella dianalis là một loài bướm đêm trong họ Crambidae.